# Marine Ornithology
Marine Ornithology ist eine internationale, englischsprachige wissenschaftliche Fachzeitschrift für Seevogel-Forschung und Naturschutz. Sie wird durch die Pacific Seabird Group im Namen eines Konsortiums von Seevogelgruppen veröffentlicht. Die Zeitschrift wird von einem Lenkungsausschuss durch die Unterstützung der African Seabird Group, der Australasian Seabird Group, der Nederlandse Zeevogelgroep, der Japan Seabird Group, der Pacific Seabird Group und von The Seabird Group aus dem Vereinigten Königreich gemeinsam betreut.

## Geschichte
Die Zeitschrift wurde 1976 von John Cooper und der African Seabird Group gegründet. Sie erschien bis Ende 1989 unter dem Titel Cormorant (ISSN 0250-0213); seit 1990 wird sie unter dem heutigen Titel Marine Ornithology veröffentlicht. Im Jahr 2000 übernahm die Produktion der Zeitschrift die Pacific Seabird Group als Vertreterin des Zusammenschlusses von Seevogelgruppen. Die Redaktion besteht mit Stand vom Dezember 2023 aus dem wissenschaftlichen Chefherausgeber (Editor-in-Chief) David Ainley (USA), drei weiteren Redaktionsmitgliedern (aus dem Vereinigten Königreich, Polen und Kanada) sowie einem 17-köpfigen Team von Associate Editors, von denen 14 aus Europa und Nordamerika, einer aus Australien, einer aus Sri Lanka und einer aus Chile stammen.

## Inhalte
Beiträge der Fachzeitschrift beschäftigen sich mit unterschiedlichen Aspekten, die das Leben von Seevögeln betreffen, u. a. werden ihre Ernährung, Reproduktion und mögliche Erkrankungen thematisiert. Ökologische Zusammenhänge, Populationsentwicklungen und artspezifisches Verlhalten werden ebenso behandelt, wie die Auswirkungen, welche menschliche Einflüsse, wie die Verschmutzung der Ozeane auf den Seevogelbestand haben. Die Ergebnisse von ornithologischen Langzeitstudien und Erkenntnisse zum Erhaltungszustand einzelner Spezies sind weitere Bestandteile von Marine Ornithology.

## Formate
Marine Ornithology erscheint sowohl in gedruckter wie auch elektronischer Form. Die Online-Version ist frei zugänglich. Eingereichte Manuskripte durchlaufen ein Peer-Review-Verfahren mit mindestens zwei Gutachtern. Die veröffentlichten Artikel stehen unter einer CC-BY-Lizenz; die Autoren behalten das Copyright und volle Verwertungsrechte.

## Sonstiges
Für das Jahr 2022 hat die Zeitschrift einen Impact Factor von 0,6 und nimmt in den Journal Citation Reports der Zitationsdatenbank Web of Science damit den 22. Platz von 30 Zeitschriftentiteln im Bereich Ornithologie ein.